# Тетірка (зупинний пункт)
Тетірка — пасажирський зупинний пункт Коростенської дирекції Південно-Західної залізниці (Україна), розташований на дільниці Звягель I — Житомир між зупинними пунктами Лебедівка (відстань — 5 км) і Ходорівка (2 км). Відстань до ст. Звягель I — 31 км, до ст. Житомир — 60 км.
Розташований у Житомирському районі Житомирської області, за 2 км на південь від Муравні, за 1,5 км на північний захід від Ходорівки.
Відкритий 1940 року.